# Valby Idrætspark
Het Valby Idrætspark is een multifunctioneel stadion in Kopenhagen, de hoofdstad van Denemarken. Het stadion ligt in het stadsdeel Valby.
Het stadion wordt vooral gebruikt voor voetbalwedstrijden, de voetbalclub BK Frem maakt gebruik van dit stadion. In 2002 werd er van dit stadion gebruikgemaakt voor het Europees kampioenschap voetbal onder 17 van 2002. Er werden 2 groepswedstrijden gespeeld en de halve finale tussen Spanje en Frankrijk.
In het stadion is plaats voor 12.000 toeschouwers. Daarvan zijn er ruim 4.000 zitplekken. Het recordaantal toeschouwers was er op 14 april 1991 toen er tijdens de wedstrijd  Frem tegen Brøndby 11.529 toeschouwers aanwezig waren. Er waren renovaties in 1965 en 2003.